# Jimmy James (musicien)
Pour les articles homonymes, voir Jimmy James.
Jimmy James (13 septembre 1940 – 14 mai 2024) est un chanteur britannico-jamaïcain de soul, connu pour des chansons comme Come to Me Softly, Now Is the Time et I'll Go Where Your Music Takes Me. Installé en Grande-Bretagne, il a été le chanteur du groupe Jimmy James and the Vagabonds à partir du milieu des années 1960.

## Biographie
Michael James est né le 13 septembre 1940 à Brown's Town, dans la paroisse de Saint Ann, en Jamaïque,. Il grandit et commence à se produire à Kingston, en Jamaïque, où il enregistre en tant qu'artiste solo avec les producteurs Coxsone Dodd, Clancy Eccles et Lyndon Pottinger. Son plus grand succès est une première version de Come to Me Softly, qui connaît un succès local et persuade James d'abandonner son emploi au fisc pour une carrière musicale,.

### Jimmy James and the Vagabonds
Jimmy James and the Vagabonds se forment en 1960. Jimmy James, devenu alors célèbre pour sa carrière solo en Jamaïque, les rejoint en avril 1964. Ils émigrent au Royaume-Uni. Ska Time, édité par Decca Records, est enregistré en deux semaines à leur arrivée. C'est un de premiers titres de ska jamaïcain sortant en Angleterre. En 1965, ils partent en tournée en Hongrie et enregistrent sur place, dans le cadre d'un programme d'échange culturel. En ces temps de guerre froide, il était alors très rare pour des musiciens occidentaux de jouer dans un pays du bloc communiste. La même année ils rencontrent The Who et jouent pour leur première partie au Marquee Club à Londres, où ils sont accueillis en résidence pendant un an. Y est tourné un live cette même année, avec Alan Bown Set. En 1966, ils signent un contrat avec Pye Records et enregistrent leur album le plus connu, The New Religion. Dans les années 1970, leurs singles I'll Go Where Your Music Takes Me et Now is the Time deviennent des tubes au Royaume-Uni. The Vagabonds se séparent en 1970, mais James, qui possédait le nom, enrôle Alan Wood pour former un groupe avec une nouvelle formation entièrement blanche en 1973. En 2007, Jimmy James contribue au morceau The Other Side of the Street pour l'album de northern soul 2007 de Ian Levine.
Le groupe a joué avec les Who, Sonny and Cher, Rod Stewart (qui était sur le même label), ainsi que les Rolling Stones. Le groupe utilisait souvent le studio d'enregistrement d'Abbey Road, fréquenté également par les Beatles. Mais les véritables comparses et rivaux musicaux de Jimmy James and the Vagabonds étaient Geno Washington and the Ram Jam Band.
Leurs morceaux les plus connus sont Red Red Wine (1968), I'll Go Where Your Music Takes Me (1976 - (23e rang dans les charts britanniques), et Now Is The Time (1976) (Pye - 5e rang dans les charts britanniques). Le groupe comprenait Michael James, Chris Garfield (guitare),  Alan Wood (basse), Russel Courtney (batterie) et Alan Kirk (clavier).

## Discographie

### Albums studio
- 1966 : The New Religion
- 1968 : This Is Jimmy James and the Vagabonds
- 1968 : Open Up Your Soul
- 1972 : You Don't Stand a Chance If You Can't Dance
- 1976 : Now
- 1977 : Life

### Albums live
- 1984 : Live

### Compilations
- 1979 : Golden Hour of Jimmy James and the Vagabonds
- 1993 : Jimmy James and the Vagabonds
- 1994 : I'll Go Where the Music Takes Me - The Best of Jimmy James and the Vagabonds
- 1997 : Vagabond King: The Sixties Sides
- 1998 : Where Your Music Takes Me
- 2014 : Now Is the Time

### Singles
- 1966 : Ain't Love Good, Ain't Love Proud
- 1966 : This Heart of Mine
- 1966 : I Feel Alright
- 1966 : I Gotta Dance to Keep from Cryin'
- 1967 : I Can't Get Back Home to My Baby
- 1967 : No Good to Cry
- 1968 : Come to Me Softly
- 1968 : Red Red Wine
- 1974 : Dancin' to the Music of Love
- 1974 : Marble and Iron
- 1974 : You Don't Stand a Chance If You Can't Dance
- 1975 : Hey Girl
- 1975 : Whatever Happened to the Love We Knew
- 1976 : Let's Have Fun
- 1976 : Do the Funky Conga
- 1976 : I'll Go Where Your Music Takes Me
- 1976 : Now Is the Time
- 1978 : I Can't Stop My Feet from Dancin'